# قائمة زملاء الجمعية الملكية المنتخبين في 1795
هذه الصفحة تعرض قائمة زملاء الجمعية الملكية المُنتخبين لعام 1795.

## الزملاء
- جورج هوارد
- John Parker, 1st Earl of Morley [الإنجليزية]‏
- Abraham Robertson [الإنجليزية]‏
- Christopher Pegge [الإنجليزية]‏
- غريغوريو فونتانا
- George Heath (priest) [الإنجليزية]‏
- William Petrie [الإنجليزية]‏
- مارتن كلابروت
- Barnaba Oriani [الإنجليزية]‏
- يوهان كريستيان دانيل فون شربر
- William Blane [الإنجليزية]‏
- Alberto Fortis [الإنجليزية]‏
- Thomas James Mathias [الإنجليزية]‏
- Jacob Pleydell-Bouverie, 2nd Earl of Radnor [الإنجليزية]‏
- ديفيد ريتنهاوس